# Svenska mästerskapen i orientering
Svenska mästerskapen i orientering är ett svenskt mästerskap i orientering som arrangeras av Svenska Orienteringsförbundet och avgörs årligen inom fem individuella discipliner och två stafetter.

## Historik
Det första svenska mästerskapet anordnades 27 september 1935 vid Skinnskatteberg i Västmanland med 200 deltagare. Arvid Kjellström blev den förste svenske mästaren.
Det första officiella SM för damer avgjordes 1941 vid Solbacka i Sörmland. Eva Zettergren från Nynäshamn kom etta.
Junior-SM hade premiär 1948, där Ingvar Eriksson från Eskilstunaklubben FK Rajden vann.
SM i nattorientering infördes 1955. Sven Andersson från IFK Ulricehamn tog hem segern det första året.

## Klasser och regler
Medaljer delas ut i medel-, lång- och ultralång distans, samt sprint och nattorientering. Det tävlas även i stafett och sprintstafett under SM.
Klasserna D20, H20, D21 samt H21 tävlar i alla discipliner, men för D18 och H18 finns ingen egen SM-klass i vare sig stafetten eller sprintstafetten. Även D20 saknar egen SM-klass i sprintstafetten. I klasserna D15, H15, D16 och H16 arrangeras varje år ungdoms-SM i sprint och långdistans.
Tävlingsdeltagarna deltar dessutom i en distriktsstafett i samband med SM.
Det anordnas även veteranklasser. Där kan deltagare som är 35 år och äldre anmäla sig till veteran-SM, som tidigare kallats Riksmästerskap för veteraner.